# Landwehrstraße (München)
Die Landwehrstraße ist eine Straße in München. Sie beginnt im Osten an der Sonnenstraße, wird ab der Mathildenstraße zur Einbahnstraße in Richtung Westen und führt dann bis zum St.-Pauls-Platz. Der Landwehrstraße ist die Postleitzahl 80336 zugeordnet. Sie gehört zum südlichen Bahnhofsviertel, das während des Zweiten Weltkriegs stark zerstört wurde. Südlich der Landwehrstraße beginnt das sogenannte Klinikviertel. Nordöstlich liegt der Karlsplatz (Stachus), südöstlich der Sendlinger-Tor-Platz.

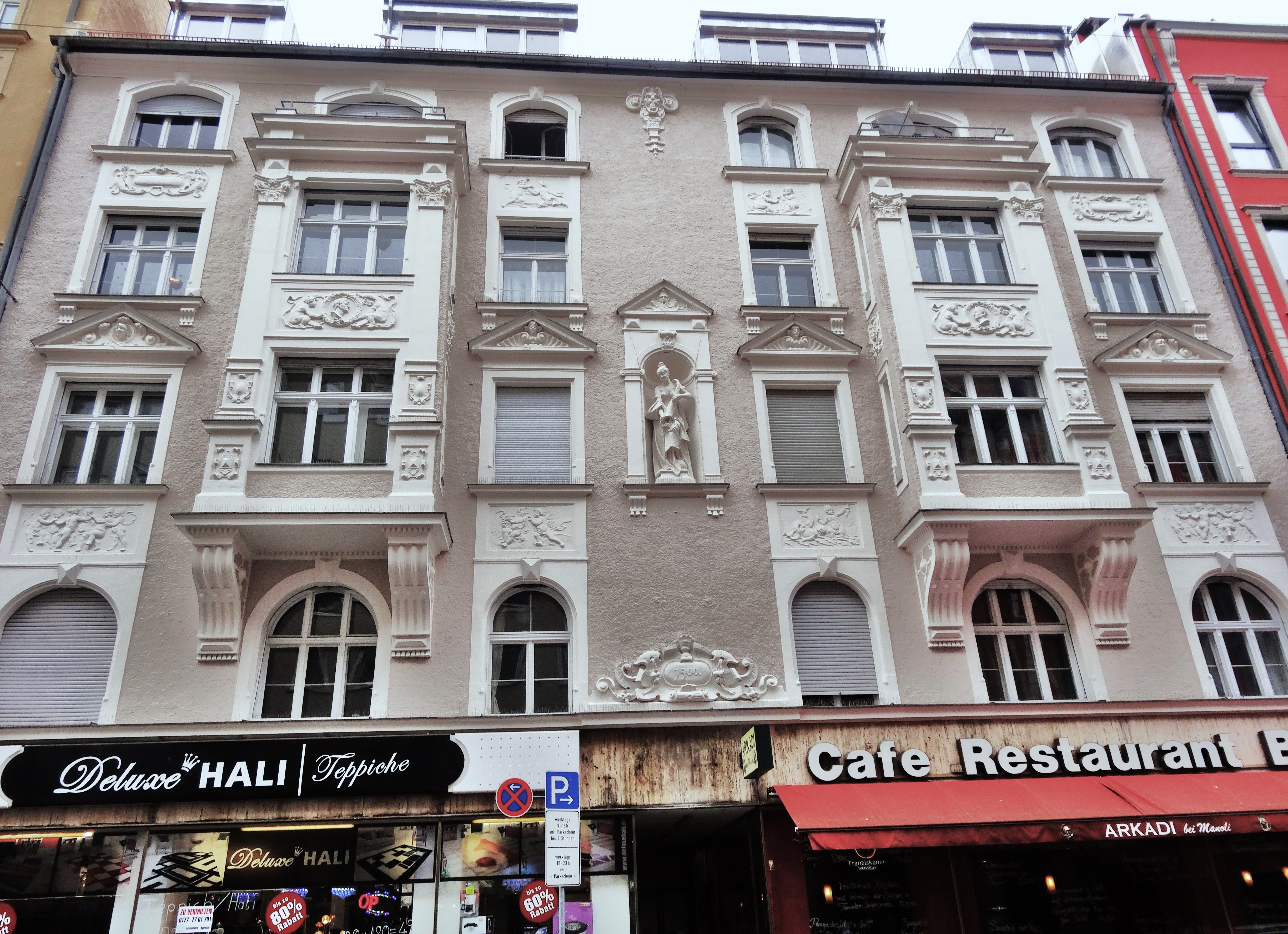
Mietshaus Landwehrstraße 58 von 1900, Architekten J. und M. Könyves

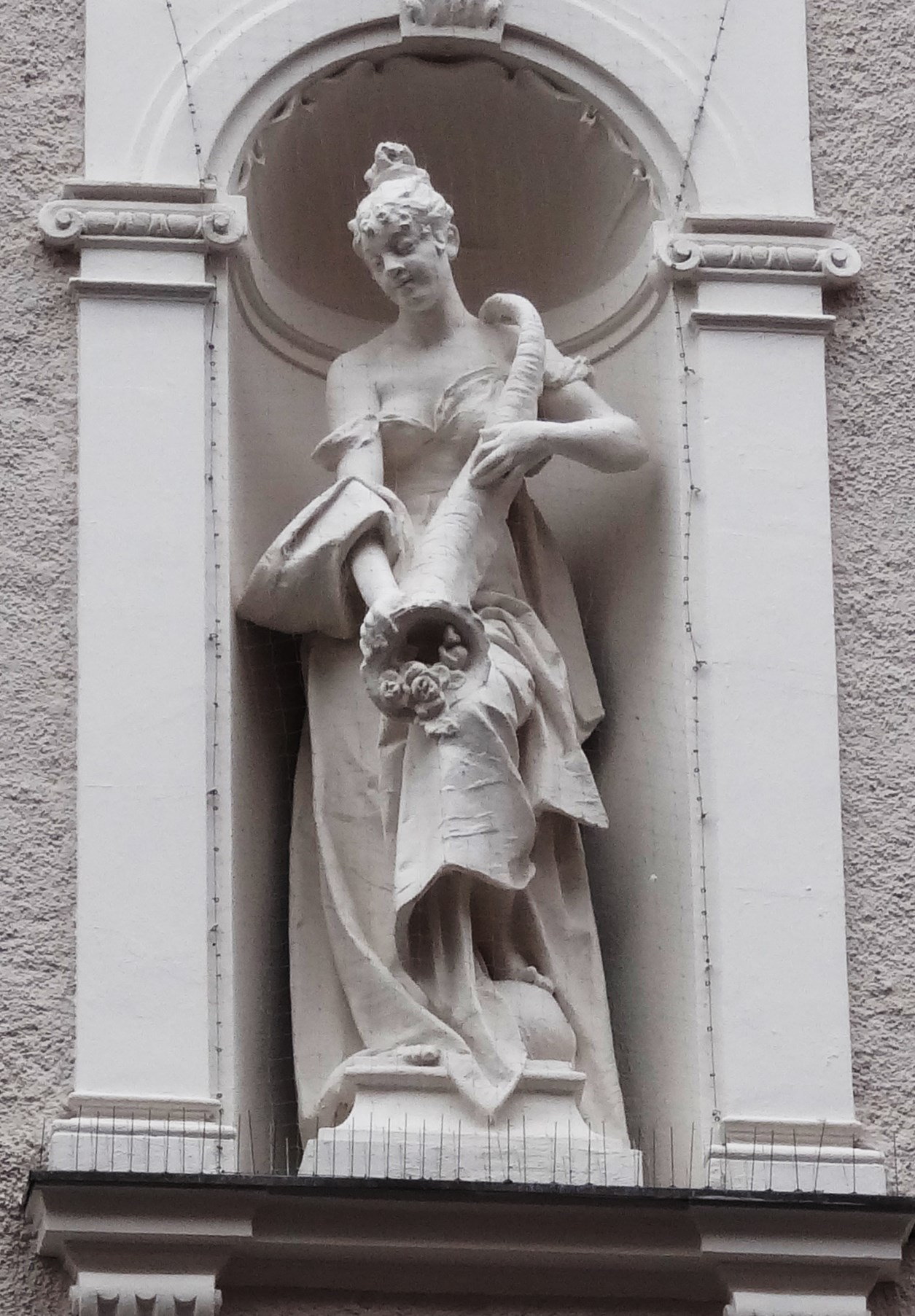
Landwehrstraße 58, Detail der Fassade

## Bevölkerung und Einzelhandel
In der Landwehrstraße finden sich zahlreiche orientalische Lebensmitteleinzelhändler, aber auch Bars und Etablissements des Rotlichtmilieus, Computergeschäfte, Gaststätten und Hotels. Der Ausländeranteil unter den Anwohnern liegt bei 50 %. Der Maler Max Nonnenbruch wohnte bis 1893 in der Landwehrstraße 62.

## Baudenkmäler
| Nr. | Nutzung   | Architekt                       | Baustil         | Errichtet |
| --- | --------- | ------------------------------- | --------------- | --------- |
| 8   | Mietshaus | unbekannt                       | Spätbiedermeier | 1850      |
| 20  | Mietshaus | Alexander Bluhm                 | Neubarock       | 1895      |
| 31  | Wohnhaus  | Joseph Hönig u. Adolf Steinheil | Spätbiedermeier | 1860      |
| 49  | Mietshaus | Rosa Barbist                    | Neurenaissance  | 1898      |
| 58  | Mietshaus | J. u. M. Könyves                | Neurenaissance  | 1899      |
| 67  | Mietshaus | August Zeh                      | Jugendstil      | 1899      |